# گلیادن-۲
گلیادن-۲ (به لاتین: Glyaden-2) یک منطقهٔ مسکونی در روسیه است که در سرزمین آلتای واقع شده‌است.